# Хайнрих V (Свещена Римска империя)
Вижте пояснителната страница за други личности с името Хайнрих V.
Хайнрих V (на немски: Heinrich V; * 11 август 1086, Гослар; † 23 май 1125, Утрехт) e крал на Германия от 1099 до 1125 и император на Свещената римска империя от 1111 г.

## Произход
Син е на император Хайнрих IV (* 1050, † 1106) и Берта Савойска (* 1051, † 1087). Брат е на:
- Аделхайд (* 1070, † 4 юни 1079)
- Хайнрих (* 1/2 август 1071, † 2 август 1071)
- Агнес от Вайблинген (* 1072/1073, † 24 септември 1143), омъжена за херцог Фридрих I († 1105) от Швабия (Хоенщауфен), 1106 г. за Свети Леополд III († 1136), маркграф на Австрия (Бабенберги)
- Конрад II (* 12 февруари 1074, † 27 юли 1101), римски крал (1087 – 1098), крал на Италия (1093 – 1098, 1095 – 1101)

## Управление
Той е четвъртият и последен владетел от Салическата династия. Периодът, в който управлява, съвпада с последния период на голямата Борба за инвеститура между империята и Ватикана.
Управлението му се характеризира най-силно с това, че отстъпва пред исканията на папата и промените на Григорианските реформи.

## Фамилия
Хайнрих V е женен от 1114 г. за Матилда от Англия. Бракът е бездетен.